# Cardiogeriatría
La cardiogeriatría o cardiología geriátrica es la rama de la cardiología y la  medicina geriátrica que aborda los trastornos cardiovasculares en la tercera edad.
Trastornos cardíacos como las enfermedades coronarias, el infarto al miocardio, la insuficiencia cardíaca, la cardiomiopatía, las arritmias (la fibrilación auricular) y otros son comunes y representan la principal causa de mortalidad en la tercera edad. Trastornos vasculares como la arteriosclerosis y la enfermedad vascular periférica son causa de niveles altos de morbilidad y mortalidad en los ancianos.

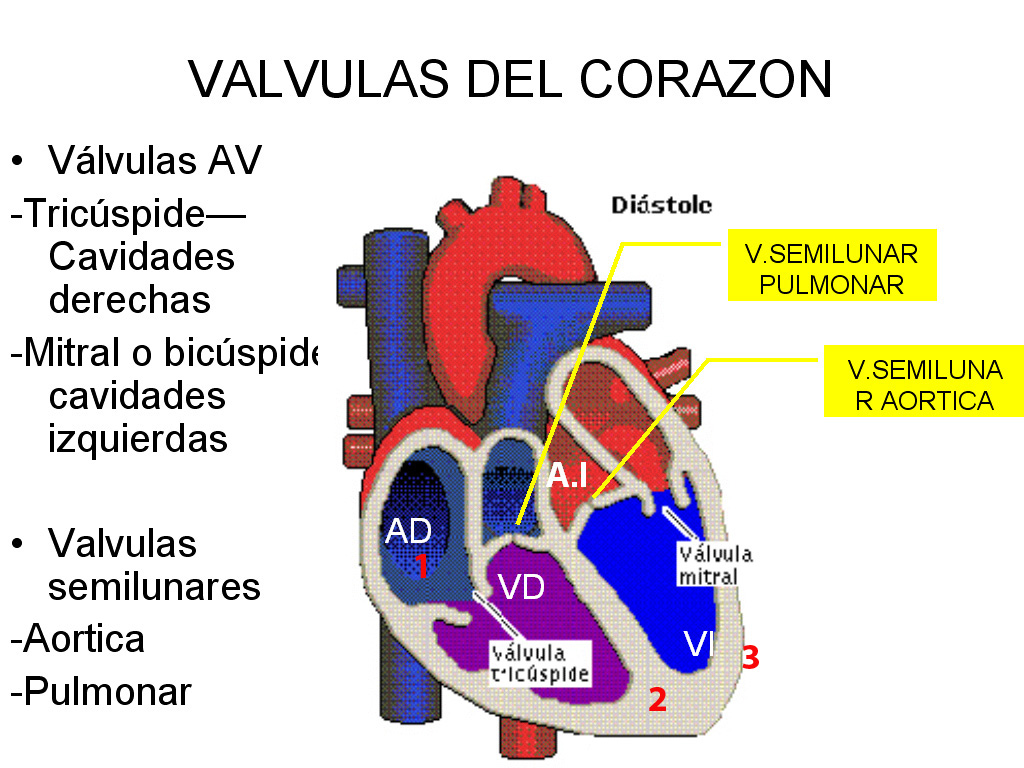

## En Brasil
Los principios y normas de cardiogeriatría fueron publicados en inglés por el Departamento de Cardiología Geriátrica de la Sociedad Brasileña de Cardiología, con el título I Guidelines of the Cardiogeriatrics Department of the Brazilian Cardiology Society (aún no existe la versión en español). En 1981 se publicó un libro sobre cardiología geriátrica.

## En Estados Unidos
La revista The American Journal of Geriatric Cardiology es la publicación oficial de la Sociedad de Cardiología Geriátrica.